# محاكم باكستان العليا
توجد خمس محاكم عليا في باكستان، يقع كل منها في عاصمة إحدى المقاطعات الأربع.اقترحت الحكومة إنشاء محكمة عليا خامسة لتغطية منطقة العاصمة إسلام أباد.  تم رفض هذا الاقتراح من قبل محكمة لاهور العليا ولكن تم نقض هذا القرار من قبل المحكمة العليا لباكستان في 24 ديسمبر 2007.  في التعديل الدستوري الثامن عشر، أُنشئت المحكمة العليا في إسلام أباد.
| المحكمة                      | المقاطعة      | الموقع     | مقاعد                                      |
| ---------------------------- | ------------- | ---------- | ------------------------------------------ |
| محكمة لاهور العليا           | البنجاب       | لاهور      | بهاولبور، ملتان، رولبندي                   |
| محكمة السند العليا           | السند         | كراتشي     | سكهر، حيدر أباد، لاركانا                   |
| محكمة بيشاور العليا          | خيبر بختونخوا | بيشاور     | أبوت آباد، مينجورا، ديرا إسماعيل خان، بانو |
| محكمة بلوشستان العليا        | بلوشستان      | كويته      | سيبي، تربت                                 |
| المحكمة العليا في إسلام أباد | إقليم العاصمة | إسلام آباد | -                                          |

دستور باكستان لعام 1956، المادة 170، نصه على النحو التالي:

## التاريخ
في وقت التقسيم (1947)، اعتبرت محكمة لاهور العليا ومحكمة دكا العليا  ومحكمة السند ومحكمة المفوض القضائي في مقاطعة الحدود الشمالية الغربية هي المحاكم العليا الأربع في باكستان. 
في عام 1955، أصبحت محكمة دكا ومحكمة لاهور: المحكمة العليا لباكستان الشرقية، والمحكمة العليا لغرب باكستان.  كان لمحكمة غرب باكستان مقاعد في كراتشي وبيشاور بالإضافة إلى محاكم دائرة في كويته (لتحل محل المفوض القضائي في بلوشستان) وبهاولبور (لتحل محل المحكمة العليا في بغداد الجديد). 
عندما تم حل مقاطعة غرب باكستان في عام 1970، تم إنشاء ثلاث محاكم: محكمة لاهور العليا، ومحكمة بيشاور العليا، ومحكمة السند وبلوشستان العليا (ومقرها الرئيسي في كراتشي). 
في عام 1976، تم تقسيم محكمة السند وبلوشستان العليا إلى المحكمة العليا في السند (كراتشي) والمحكمة العليا في بلوشستان (كويته). 
في عام 1985، كان لمحكمة لاهور مقاعد في بهاولبور ومولتان ورولبندي. ولمحكمة السند مقاعد في سكر؛ أما محكمة بيشاور ففي أبوت آباد وديرا إسماعيل خان وكان لمحكمة بلوشستان مقاعد في سيبي. 
في عام 2010، تم أخيرًا إنشاء المحكمة العليا في إسلام أباد، بالإضافة إلى مجلس مينجورا لمحكمة بيشاور العليا ومجلس توربات التابع للمحكمة العليا في بلوشستان. 